# کنترل (آلبوم سیزا)
کنترل (به انگلیسی: Ctrl) نخستین آلبوم استودیویی از خواننده-ترانه‌پرداز آمریکایی سیزا می‌باشد که در ۹ ژوئن سال ۲۰۱۷ از سوی تاپ داگ اینترتیمنت و آرسی‌ای رکوردز منتشر گردید.
کنترل پس از عرضه به موفقیتی عظیم در بازار و میان منتقدان دست یافت و درخشش سیزا را نیز در عرصه موسیقی رقم زد. آلبوم تحسین گسترده‌ای از سوی منتقدان موسیقی دریافت کرد، که بیشتر بر انسجام کلی، تولید حرفه‌ای و نحوهٔ آواز قدرتمند سیزا تأکید کردند. این آلبوم در هفتهٔ اول انتشار، موفق به فروش معادل ۶۰٫۰۰۰ نسخه شد و در جایگاهٔ سوم جدول بیلبورد ۲۰۰ ایالات متحده قرار گرفت. آلبوم و قطعاتش چهار نامزدی گرمی دریافت کردند و سیزا نیز برای جایزهٔ بهترین هنرمند جدید انتخاب شد. همچنین کنترل در چندین فهرست بهترین آثار موسیقی سال که توسط نشریات مختلف منتشر شده بود، قرار گرفت. این آلبوم در رتبهٔ ۴۷۲ فهرست ۵۰۰ آلبوم برتر تمام دوران‌ها رولینگ استون قرار گرفت.